# 14429 Coyne
14429 Coyne este un asteroid din centura principală de asteroizi.

## Descriere
14429 Coyne este un asteroid din centura principală de asteroizi. A fost descoperit pe 3 decembrie 1991 la Observatorul Palomar de Carolyn S. Shoemaker și David H. Levy. Asteroidul prezintă o orbită caracterizată de o semiaxă mare de 2,44 ua, o excentricitate de 0,30 și o înclinație de 21,4° în raport cu ecliptica.